# Guaraniticus tetracalcar
Guaraniticus tetracalcar is een hooiwagen uit de familie Gonyleptidae.